# Línea 9 (Metrovalencia)
La línea 9 del metro de Valencia es un servicio de ferrocarril metropolitano integrado en la red de Metrovalencia. Inicia su recorrido en la estación de Alboraia Peris Aragó y lo finaliza en Ribarroja del Turia. Tiene una extensión de 23,367 kilómetros íntegramente soterrados y 23 estaciones.
Fue creada en 2015 como una prolongación de la línea 5 hasta Ribarroja como consecuencia de un plan por el que se revisó la numeración y recorrido de varias líneas.

## Historia
La línea 9 se creó el 6 de marzo de 2015, siendo una extensión de la línea 5 hasta Ribarroja del Turia.
Esta línea permitió a los habitantes de Ribarroja del Turia recuperar el tren a Valencia, perdido en el año 2005 con la supresión de la línea C-4 de Renfe, que llegaba al centro de la localidad. El tramo desde Roses a Ribarroja se inauguró el 6 de marzo de 2015, aprovechando el antiguo trazado de la C-4. El 31 de julio de 2018 se inauguró el apeadero València La Vella.
Desde el día 30 de octubre hasta el 2 de diciembre de 2024, a consecuencia de las graves inundaciones acontecidas en la provincia de Valencia, el servicio en esta línea fue suspendido.

## Recorrido
Esta línea es una prolongación del tramo que se dirige al Aeropuerto de Valencia, y dado que la estación de Aeropuerto es subterránea y está situada bajo la terminal regional, se separa del trazado en Roses para continuar por la traza del ya desmantelado ferrocarril de Valencia a Liria de Renfe, que antes de su clausura era recorrido por la línea C-4 de Cercanías Renfe.

## Correspondencias
La línea  conecta con:
- Línea  en la estación de Àngel Guimerà.
- Línea  en la estación de Àngel Guimerà.
- Línea  de Alboraia Peris Aragó a Roses.
- Línea  en la estación de Benimaclet.
- Línea  de Alameda a Roses.
- Línea  en la estación de Benimaclet.
- Línea  de Alameda a Colón.
- Línea  en la estación de Xàtiva (en construcción).

## Lugares a los que la línea da servicio
- Estadio del Levante (estación de Machado).
- Campus de Blasco Ibáñez (Universidad de Valencia), Hospital Clínico y Clínica Quirón (estación de Facultats-Manuel Broseta).
- Zona comercial (estación de Colón).
- Estación del Norte y Plaza de Toros (estación de Xàtiva).
- Jefatura Superior de Policía y Biblioteca Pública de Valencia (estación de Àngel Guimerà).
- Hospital General Universitario de Valencia (estación de Nou d'Octubre).
- Hospital de Manises (estación de Salt de l’Aigua).

## Futuro
A finales de 2021 se presentó el Plan de Movilidad Metropolitano (PMoMe) de Valencia 2022-2035, el cual proyecta la creación de un nuevo túnel entre las estaciones de Alameda y Bailén (con una nueva estación en la Plaza del Ayuntamiento o alrededores) para poder eliminar el cuello de botella que se crea en el centro de la ciudad entre las estaciones de Alameda y Colón y poder así mejorar las frecuencias y la fluidez. Esto supondría cambiar el trazado de la línea, teniendo origen en la estación de Marítim y terminando en la posible futura estación en el centro de Ribarroja del Turia o continuando hasta Villamarchante. Compartiría recorrido con las líneas 14 hasta Nou d'Octubre y 5 hasta Roses.

### Ampliaciones
Actualmente se ha prometido una ampliación hasta el centro de Ribarroja del Turia y próximamente se podría prolongar hasta Villamarchante, cosa que permitiría a sus habitantes recuperar el tren directo a Valencia, perdido en 1985.
En noviembre de 2020 la Consejería de Obras Públicas, Movilidad y Política Territorial de la Generalidad Valenciana aprobó mediante reunión con el alcalde de Ribarroja del Turia, Roberto Raga el estudio de viabilidad para la ampliación de la línea hasta el centro de la localidad reduciendo así la distancia de la misma.